# Чумбруд
Чумбруд (рум. Ciumbrud) — село у повіті Алба в Румунії. Адміністративно підпорядковане місту Аюд.
Село розташоване на відстані 276 км на північний захід від Бухареста, 29 км на північний схід від Алба-Юлії, 53 км на південь від Клуж-Напоки.

## Населення
За даними перепису населення 2002 року у селі проживали 1365 осіб.
Національний склад населення села:
| Національність | Кількість осіб | Відсоток |
| -------------- | -------------- | -------- |
| румуни         | 997            | 73,0%    |
| угорці         | 352            | 25,8%    |
| цигани         | 16             | 1,2%     |

Рідною мовою назвали:
| Мова      | Кількість осіб | Відсоток |
| --------- | -------------- | -------- |
| румунська | 1023           | 74,9%    |
| угорська  | 342            | 25,1%    |